# Rung See Thao
Rung See Thao (รุ้งสีเทา titolo internazionale Grey Rainbow) è una miniserie thailandese a tematica omosessuale andata in onda, per la prima volta, dal 23 aprile al 7 maggio 2016 su PPTV.

## Trama

### Episodio 1
Porsche è un omosessuale velato che sta facendo una ricerca universitaria sulle leggi thailandesi relative ai transessuali e, per questa ricerca, viene aiutato dal suo migliore amico Nueng. Oltre al conflitto interiore per la sua omosessualità deve vivere il dramma di essere innamorato di Nueng che, però, è fidanzato con una novella attrice teatrale di nome Jane. Un giorno, di ritorno verso casa per un vicolo buio, viene scambiato per un prostituto da un uomo che, tuttavia, decide di ignorare. Quest'ultimo, però, contrariato dal suo atteggiamento stordisce Porsche per stuprarlo nella sua auto ma, a stupro iniziato, lui si riprende e riesce a fuggire.

### Episodio 2
Porsche risulta fortemente traumatizzato dallo stupro ma non intende dirlo a nessuno fin quando, inaspettatamente, un suo compagno di scuola non gli presenta il suo fidanzato che è l'uomo colpevole del gesto. Appena riconosciuto lo aggredisce e, una volta sedata la rissa, rivela, in privato, a Nueng la verità e anche quest'ultimo si scaglia contro l'uomo. Una volta calmata la situazione Porsche ribadisce la volontà di non denunciare la cosa perché altrimenti i suoi genitori la vivrebbero molto male.
Dopo qualche tempo Porsche, Nueng, la sua fidanzata Jane e un suo compagno di teatro, Watt, vanno in vacanza presso la residenza familiare di Jane. Sebbene, inizialmente, le cose sembrano andare bene, Jane dichiara a Nueng che lo vuole lasciare perché ormai si sta frequentando con Watt e che la sua scelta è derivata dal fatto che lui preferisce Porsche a lei (dicendo che è bisessuale). A causa di questa dichiarazione scoppia una colluttazione e Watt ferisce Nueng alla faccia con una bottiglia di vetro. Porsche soccorre Nueng e, poco prima di andare a dormire, quest'ultimo dichiara i propri sentimenti sottaciuti a Porsche dicendogli che lo ha sempre amato. Dopo la sua dichiarazione d'amore Nueng sparisce per qualche giorno salvo riapparire per disputare un incontro di box contro un avversario casuale (che sarà proprio Porsche). Il combattimento vede Porsche vincitore dopo aver incalzato Nueng sul fatto che sia sparito per molti giorni e, dopo essere stato sconfitto, Nueng palesa la volontà di intraprendere una storia seria con lui e lo bacia davanti al pubblico che seguiva l'incontro.

### Episodio 3
Dopo aver concluso i loro studi Porsche e Nueng vanno a lavorare nell'allevamento dei genitori di quest'ultimo (anche se il padre di Porsche si dice abbastanza contrariato dato che avrebbe preferito continuasse gli studi). Dopo qualche tempo, nella sua nuova casa, Porsche nota che degli altri proprietari terrieri stanno allestendo un ristorante su un fiume pubblico in violazione alle leggi vigenti nel paese e per questo li denuncia (una volta scoperta la cosa tramano vendetta nei suoi confronti).
Una cameriera fa, involontariamente, outing ai genitori di Nueng sulla relazione del figlio con Porsche e, dopo una certa ritrosia iniziale, accettano di buon grado la cosa. Una volta che la situazione sembra essersi stabilizzata nella tenuta vengono in visita i genitori di Porsche che quest'ultimo provvede a informare, durante un pasto, della propria omosessualità e del proprio fidanzamento con Nueng. Sebbene sua madre sia abbastanza solidale con lui, suo padre ha una fortissima reazione negativa tanto da dover essere ricoverato per l'enorme stress causato dalla rivelazione.

### Episodio 4
Sebbene non completamente sembra che il padre di Porsche abbia incominciato ad accettare l'omosessualità e il fidanzamento del figlio. Sam, il proprietario terriero che voleva aprire un ristorante sul fiume, attua la sua vendetta e vuole registrare un video in cui Porsche viene maltrattato dai suoi sgherri ma viene rapidamente fermato da suo padre e da Nueng. Anche se la situazione sembra essersi calmata Sam dà degli "anormali" alla giovane coppia e in risposta Nueng replica che si sarebbero sposati. Durante i preparativi per il loro matrimonio all'allevamento di elefanti arriva Jane (l'ex fidanzata di Nueng) in cerca di un lavoro, con appresso la figlia di 17 mesi, dicendo di essere stata abbandonata da Watt (che le aveva intimato di abortire) e dalla sua famiglia dopo la morte di sua madre. Il tempo passa e le cose sembrano andare abbastanza bene, salvo qualche gelosia di Porsche nei confronti del rapporto tra Jane e Nueng e il rimpianto di non poter avere un figlio, fino a quando Jane non si ammala gravemente.
Nonostante i tentativi di curarla le sue condizioni peggiorano sempre di più e, intanto, Porsche e Nueng si prendono cura della bambina. Proprio il giorno del matrimonio, subito dopo essersi sposati e giurati amore eterno, Nueng muore a causa di un non meglio specificato male. Passano molti anni e ci viene spiegato che anche Jane è morta e Porsche si è preso cura della bambina facendola crescere come se fosse sua figlia. Dopo la morte di Nueng Porsche non ha amato nessun altro uomo e continua a parlare con la sua anima/memoria e a combattere per i diritti delle persone LGBT.

## Personaggi
- Porsche, interpretato da Kasidej Hongladaromp "Karn"
Studente universitario in legge, è l'unico figlio di una ricca famiglia di avvocati ed è, all'inizio della storia, un omosessuale velato che si interessa delle problematiche delle persone LGBT.

- Nueng, interpretato da Nutchapon Rattanamongkol "Nut"
Studente universitario che si allena nel pugilato, è l'unico figlio di una famiglia tenutaria di un allevamento di elefanti. All'inizio della serie è fidanzato con una ragazza di nome Jane.